# Karl (Schachzeitschrift)
KARL ist eine deutsche Schachzeitschrift, die im Karl-Verlag in Frankfurt am Main erscheint. Im Untertitel bezeichnet sich KARL als „Das kulturelle Schachmagazin“. In jedem Heft wird ein Schwerpunktthema in ausführlichen Artikeln unter diversen Aspekten betrachtet.

## Umfang und Erscheinungsweise, Autoren

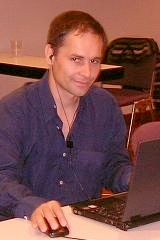
Harry Schaack, Mainz 2009

Die Zeitschrift KARL erscheint viermal jährlich im Umfang von ca. 64 Seiten. Herausgeber und Chefredakteur ist FIDE-Meister Harry Schaack. Zum ständigen Autorenteam gehören angesehene Schachmeister und Experten wie z. B. der Schachprogrammierer Christian Donninger und der Schachhistoriker Michael Ehn.
KARL hatte mit Stand August 2006 eine Auflage von 5000 Exemplaren. Die Ausgabe 3/2008 erschien zusätzlich in einer englischsprachigen Fassung mit gleichem Inhalt. Seit 2013 kostete eine Ausgabe 6,00 Euro, ab Heft 3/2018 lag der Preis bei 7,50 Euro und wurde ab Heft 1/2023 auf 8,00 Euro (Jahres-Abonnement 30,00 Euro) angehoben.

## Geschichte und Name
KARL erschien ab November 1984 als Vereinszeitschrift der Schachfreunde Schöneck. Beginnend mit Ausgabe 02/2001 wurde die Zeitschrift bundesweit angeboten und hat ihr inhaltliches Profil sowie ihr Erscheinungsbild entsprechend verändert.
Der Name der Zeitschrift ist nach Auskunft des Herausgebers einerseits der Name eines Klubmitglieds und steht andererseits als Akronym für „Kommunikation, Ansichten oder Autonomie, Realitäten und Lorbeerkränze“ – Aspekte, mit denen sich der Verein identifizierte. Die Namenswahl erfolgte nach einer Umfrage unter den Lesern in der ersten Ausgabe.

## Auszeichnungen
- Im Jahr 2014 erhielt die Zeitschrift KARL den  Deutschen Schachpreis des  Deutschen Schachbundes.[1]
- Im Jahr 2018 erhielt KARL die Lasker-Trophäe der Emanuel-Lasker-Gesellschaft.[2]

## Inhalt
Jedes Heft widmet sich in umfassenden Artikeln sehr unterschiedlichen Aspekten eines Schwerpunktthemas. Bisher erschienen bzw. angekündigt sind Hefte zu folgenden Themen.
| Ausgabe | Schwerpunkt (Titel)                                                         |
| ------- | --------------------------------------------------------------------------- |
| 2/2001  | Tempo im Schach                                                             |
| 3/2001  | Schach im Internet                                                          |
| 4/2001  | Wunderkinder                                                                |
| 1/2002  | 125 Jahre Deutscher Schachbund                                              |
| 2/2002  | Mythos Fischer                                                              |
| 3/2002  | Schachbundesliga                                                            |
| 4/2002  | Computerschach                                                              |
| 1/2003  | Schönheit im Schach                                                         |
| 2/2003  | Dortmunder Schachtage                                                       |
| 3/2003  | Der erste Schachclub                                                        |
| 4/2003  | In der Defensive                                                            |
| 1/2004  | Sammler                                                                     |
| 2/2004  | Paul Keres                                                                  |
| 3/2004  | Frauenschach                                                                |
| 4/2004  | Rivalen                                                                     |
| 1/2005  | 125 Jahre Hamburger SK                                                      |
| 2/2005  | Blindschach                                                                 |
| 3/2005  | Michail Botwinnik                                                           |
| 4/2005  | Traditionsturnier Hastings                                                  |
| 1/2006  | Schach und Politik                                                          |
| 2/2006  | Zufall                                                                      |
| 3/2006  | Aaron Nimzowitsch                                                           |
| 4/2006  | Schach in Paris                                                             |
| 1/2007  | Taktik                                                                      |
| 2/2007  | Wolfgang Unzicker                                                           |
| 3/2007  | Saale-Schachbund und Schach in Sachsen-Anhalt                               |
| 4/2007  | Schach und Musik                                                            |
| 1/2008  | Emanuel Lasker                                                              |
| 2/2008  | Endspiel                                                                    |
| 3/2008  | Schacholympiaden in Deutschland                                             |
| 4/2008  | Weltmeisterschaft Anand – Kramnik 2008                                      |
| 1/2009  | Schach und Film                                                             |
| 2/2009  | Schachmetropole Wien                                                        |
| 3/2009  | Training                                                                    |
| 4/2009  | Tigran Petrosjan                                                            |
| 1/2010  | Schach und Literatur                                                        |
| 2/2010  | Weltmeisterschaft Anand – Topalow 2010                                      |
| 3/2010  | Eröffnung                                                                   |
| 4/2010  | Schach in den Niederlanden                                                  |
| 1/2011  | Schach in Nordrhein-Westfalen                                               |
| 2/2011  | Chess Classic                                                               |
| 3/2011  | Anatoli Karpow                                                              |
| 4/2011  | Fernschach                                                                  |
| 1/2012  | Schach in Tschechien                                                        |
| 2/2012  | Weltmeisterschaft Anand – Gelfand 2012                                      |
| 3/2012  | Schach und Alter                                                            |
| 4/2012  | Stil                                                                        |
| 1/2013  | Betrug                                                                      |
| 2/2013  | Schulschach                                                                 |
| 3/2013  | Akiba Rubinstein                                                            |
| 4/2013  | Weltmeisterschaft 2013                                                      |
| 1/2014  | Schachkomposition                                                           |
| 2/2014  | Motivation                                                                  |
| 3/2014  | Unentschieden                                                               |
| 4/2014  | Schach und Kunst                                                            |
| 1/2015  | Wolfgang Uhlmann & die DDR                                                  |
| 2/2015  | Geschichte der Schachtheorie                                                |
| 3/2015  | Schach in New York                                                          |
| 4/2015  | Genie und Wahnsinn                                                          |
| 1/2016  | Die zweite Reihe                                                            |
| 2/2016  | Schach und Mathematik                                                       |
| 3/2016  | Schach-Höhepunkte im Jahre 1966                                             |
| 4/2016  | Schachweltmeisterschaft 2016                                                |
| 1/2017  | Schach und Gefangenschaft                                                   |
| 2/2017  | Schach in Berlin                                                            |
| 3/2017  | Vorbereitung                                                                |
| 4/2017  | Denkwürdige Partien                                                         |
| 1/2018  | Adolf Anderssen und Tassilo von Heydebrand und der Lasa zum 200. Geburtstag |
| 2/2018  | Schachgeschichte in Frankfurt am Main                                       |
| 3/2018  | Bauer                                                                       |
| 4/2018  | Schachweltmeisterschaft 2018 und Schachgeschichte in London                 |
| 1/2019  | „Attacke“ (Angriffsspiel im Schach)                                         |
| 2/2019  | Die FIDE                                                                    |
| 3/2019  | Schacholympiade Buenos Aires 1939                                           |
| 4/2019  | Läufer                                                                      |
| 1/2020  | Vishy Anand                                                                 |
| 2/2020  | Good old London                                                             |
| 3/2020  | Toptalente unserer Zeit                                                     |
| 4/2020  | Springer                                                                    |
| 1/2021  | Efim Bogoljubow                                                             |
| 2/2021  | Strategie                                                                   |
| 3/2021  | Die Hypermodernen                                                           |
| 4/2021  | Dame                                                                        |
| 1/2022  | 100 Jahre Juri Awerbach                                                     |
| 2/2022  | Digitalisierung                                                             |
| 3/2022  | WM 1972 Spasski – Fischer                                                   |
| 4/2022  | König                                                                       |
| 1/2023  | Friedrich Sämisch                                                           |
| 2/2023  | WM 2023 Ding – Nepomnjaschtschi                                             |
| 3/2023  | Turm                                                                        |
| 4/2023  | Bizarres Schach                                                             |
| 1/2024  | Helmut Pfleger                                                              |
| 2/2024  | Budapest                                                                    |
| 3/2024  | Psychologie                                                                 |
| 4/2024  | WM 2024 Ding – Gukesh                                                       |
| 1/2025  | Robert Hübner                                                               |
| 2/2025  | Dynamik                                                                     |

Weitere mehr oder weniger regelmäßige Beiträge in der Zeitschrift KARL sind:
- ein kurzer Überblick über wichtige Ereignisse der letzten Monate und sich ankündigende Höhepunkte („Was war“ – „Was wird“),
- Vorstellungen aktueller Schachmeister (meist über die sportlichen Ergebnisse hinaus),
- eine ausführlich kommentierte Schachpartie und
- ausführliche Rezensionen.